# نبرد قونیه (۱۱۹۰)
نبرد قونیه در ۱۸ مه ۱۱۹۰ در طول جنگ سوم صلیبی هنگامی که فریدریش بارباروسا قصد سفر به سرزمین مقدس را داشت رخ‌داد. در نتیجه پایتخت سلجوقیان روم به دست نیروهای امپراتوری افتاد.

## پیش‌زمینه
پس از جنگ حطین و محاصره اورشلیم بیساری از پایگاه‌های صلیبیون توسط صلاح‌الدین ایوبی به تصرف درآمد. پاپ گریگوری هشتم فراخوانی برای یک جنگ صلیبی جدید به خاطر بازگرداندن شهرها به دست مسیحیان و تقویت پایگاه‌های باقی‌مانده اعلام کرد. بارباروسا به این فراخوان خیلی سریع پاسخ داد. او در ۲۷ مارس ۱۱۸۷ صلیب را از کلیسای جامع ماینس دریافت کرد و برای نخستین بار با ارتشی از ۱۰۰٬۰۰۰ نفر از جمله ۲۰٬۰۰۰ شوالیه برای سرزمین مقدس در مه ۱۱۸۹ خارج شد. همچنین لشکری با ۲٬۰۰۰ سرباز توسط شاهزاده مجاری برادر پادشاه بلای سوم به وی ملحق‌شد.

پس از عبور از مجارستان، صربستان، بلغارستان و امپراتوری روم شرقی نیروها به آناتولی رسیدند که در دست سلجوقیان روم بود. ترک‌ها پیشنهاد دریافت ۳۰۰ پوند طلا به نیروهای صلیبی برای اجازه عبور از سرزمینشان و پادشاهی ارمنی کیلیکیه را دادند که بارباروسا رد کرد. وی گفت با کمک خداوندمان عیسی مسیح این راه با آهن باز می‌شود.

در نتیجه ترکها به‌طور مداوم توسط نیروهای آلمان مورد هجوم قرار گرفتند و تصمیم به ایجاد کمین و طراحی بزن‌دررو کردند. در هفتم مه، ارتش ترک‌ها توسط دوک سابیا و دوک دالماتیا در نزدیکی فیلوملیوم نابود شد و حدود ۴٬۱۷۴ نفر از آنها کشته شدند. مهم‌تر از جنگ پوشش تدارکات بود. روحیه پایین آمده بود و تدارکات رو به کاهش و ترک میدان نبرد توسط سربازان پیاده به دلیل کم‌آبی مکرر اتفاق می‌افتاد. با این حال صلیبیون راه خود را ادامه دادند تا در ۱۳ مه به قونیه رسیدند.

## نبرد
در ۱۴ مه با شکست نیروهای ترک در بین آنها آشفتگی پدید آمد. فریدریش بارباروسا اصرار بر گرفتن شهر داشت به همین دلیل نیروهای معترض اردوگاهی در خارج از شهر برپا کردند. در همین حال قطب‌الدین نیروهای خود را بازسازی کرد و در ۱۸ مه شکستش را تلافی کرد. بارباروسا نیروهای خود را به دو بخش تقسیم کرد؛ یکی به فرماندهی پسرش برای تصرف شهر و دیگری به فرماندهی خودش برای رویارویی با نیروهای ترک. شهر به آسانی سقوط کرد. دوک فردریش آماده یورش بود و دیوارهای شهر را با مقاومت کمی در اختیار گرفت. نبرد تن به تن بسیار سخت‌تر بود و برای شکست سپاه بزرگ ترک‌ها نیاز به حضور امپراتور بود. بارباروسا پیامی برای نیروهای خود فرستاد و گفت «پرا درنگ می‌کنید و می‌ترسید؟ حکم مسیح است. فتح برای مسیح است. دستور از طرف مسیح است». اگرچه درگیری شدید بود اما آلمان‌ها با درهم‌شکستن ترک‌ها به سهولت نسبی رسیدند. سلجوقیان پیش از شکست دوباره شهر را ترک‌کردند.

## پسایند
پس از پیروزی، صلیبیون پنج روز در شهر استراحت کردند و با حفظ گروگان‌های ترک به راهپیمایی خود در ۲۳ مه ادامه دادند. این پیروزی صلاح‌الدین را نگران کرد که حتی دیوارهای بنادر سوریه را برچید تا صلیبیون از دیوارها بر ضد وی استفاده نکنند. در ۱۰ ژوئن در یک اتفاق غیرمنتظره بارباروسا در حین گذر از رودخانه سالف غرق شد. بسیاری از ارتش متفرق شد. پسر بارباروسا به همراه نیروهای باقی‌مانده آلمانی و مجارستانی برای دفن پادشاه به اورشلیم رفت اما تلاش آنان برای حفظ بدن پادشاه در سرکه ناموفق ماند. ازاین رو گوشت او در کلیسای پتر مقدس در انتاکیه، استخوان او در کلیسای جامع تییر و قلب او را در طرسوس دفن‌کردند.